# 加西奇夫卡
52°0′53″N 31°46′25″E / 52.01472°N 31.77361°E
加西奇夫卡（烏克蘭語：Гасичівка），是烏克蘭北部的村莊，隸屬切爾尼希夫州的切爾尼希夫區。該村面積0.9平方公里，海拔高度121米，2010年人口19，人口密度每平方公里26.56人。